# Strada statale 274 Salentina Meridionale
La strada statale 274 Salentina Meridionale (SS 274), una volta nota come Salentina di Patù, è una strada statale italiana che collega Gallipoli con l'estremità meridionale del Salento.

## Percorso
La strada ha attualmente origine come prosecuzione naturale della strada statale 101 Salentina di Gallipoli, alle porte della località pugliese presentandosi a carreggiata doppia con due corsie per senso di marcia. La strada assume direzione sud-est, correndo più o meno parallela alla costa lungo il suo tragitto, mantenendone comunque una certa distanza.
Il vecchio tracciato viene abbandonato tra le località di Taviano, Racale ed Ugento, dove la strada corre lungo una nuova sede che evita l'attraversamento dei centri urbani precedenti con una carreggiata unica. La strada raggiunge Acquarica del Capo, dove interseca la ex strada statale 475 di Casarano, proseguendo oltre sempre senza attraversare centri urbani e lambendo quindi Presicce, Salve, Morciano di Leuca, Patù e Castrignano del Capo.
Termina infine innestandosi sulla strada statale 275 di Santa Maria di Leuca non lontano dall'omonima località

### Ammodernamento nel tratto Gallipoli-Taviano negli anni '90
Questa strada statale è stata ammodernata nel tratto compreso tra i km 1,950 ed i km 9,600, cioè nel tratto di strada che collega Gallipoli e Taviano. Il progetto è partito il 30 gennaio 1995 ed i lavori sono finiti il 18 settembre 1996 mentre la fine stessa dei lavori era prevista entro fine aprile 1997 (infatti, tale ammodernamento è partito, come si è detto, il 30 gennaio 1995, con durata massima di 27 mesi).

### Ammodernamento nello svincolo Baia Verde dei primi anni 2010
Un altro ammodernamento più recente è stato proposto da Antonello Antonicelli nel 2011: esso riguarda la rettifica della curva al km 0 + 300 della SS 274 in corrispondenza dello svincolo per "Baia Verde". I lavori sono ultimati nel 2014.

### Tabella percorso
| Salentina Meridionale |                                                                  |                     |           |
| Tipo                  | Indicazione                                                      | ↓km↓                | Provincia |
|                       | Salentina di Gallipoli Lecce                                     | 0,0                 | LE        |
|                       | Gallipoli - Baia Verde                                           | 0,3                 | LE        |
|                       | Lidi di Gallipoli Alezio                                         | 1,3                 | LE        |
|                       | Lido Pizzo Matino                                                | 4,2                 | LE        |
|                       | Taviano Zona Industriale                                         | 6,2                 | LE        |
|                       | Taviano - Matino                                                 | 9,3                 | LE        |
|                       | Taviano - Melissano - Casarano Zona Industriale                  | 10,7                | LE        |
|                       | Racale - Alliste - Melissano                                     | 11,6                | LE        |
|                       | Felline                                                          | 13,6                | LE        |
|                       | Ugento - Casarano                                                | 17,2                | LE        |
|                       | Ugento sud                                                       | 18,7                | LE        |
|                       | Gemini                                                           | 18,7                | LE        |
|                       | Gemini                                                           | 21,0                | LE        |
|                       | Torre Mozza                                                      | 23,6                | LE        |
|                       | ex di Casarano Taurisano - Casarano                              | 24,6                | LE        |
|                       | Acquarica del Capo                                               | 27,1                | LE        |
|                       | Presicce Lido Marini                                             | 27,8                | LE        |
|                       | Presicce - Alessano                                              | 29,1                | LE        |
|                       | Presicce                                                         | 29,8                | LE        |
|                       | Salve                                                            | 30,8                | LE        |
|                       | SC Scafazzi                                                      | 31,3                | LE        |
|                       | Salve                                                            | 31,6                | LE        |
|                       | Salve Torre Pali                                                 | 32,9                | LE        |
|                       | Morciano di Leuca Torre Vado                                     | 35,2                | LE        |
|                       | Morciano di Leuca Pozzo Pasulo                                   | 36,0                | LE        |
|                       | Patù - Marina di San Gregorio                                    | 36,9                | LE        |
|                       | Castrignano Del Capo                                             | 39,3                | LE        |
|                       | Castrignano Del Capo- Salignano                                  | align="right"\|40,3 | LE        |
|                       | di Santa Maria di Leuca Gagliano del Capo - Santa Maria di Leuca | 42,0                | LE        |